# گذرنامه بلیزی
گذرنامهٔ بلیزی یک مدرک سفر بین‌المللی است که توسط کشور بلیز صادر می‌شود و بنا بر داده‌های سال ۲۰۲۳، دارندگان آن می‌توانستند به ۱۰۴ کشور دیگر بدون دریافت ویزا سفر کنند یا ویزا را در بدو ورود دریافت نمایند. این گذرنامه بر اساس رتبه‌بندی شاخص گذرنامهٔ هنلی در سال ۲۰۲۳ در رتبهٔ ۵۳ قرار داشت.